# Ericaella florezi
Ericaella florezi là một loài nhện trong họ Miturgidae.
Loài này thuộc chi Ericaella. Ericaella florezi được miêu tả năm 2005 bởi Bonaldo, Antonio D. Brescovit & Rheims.